# 3735 Trebon
3735 Trebon је астероид главног астероидног појаса са средњом удаљеношћу од Сунца која износи 3,108 астрономских јединица (АЈ).
Апсолутна магнитуда астероида је 11,6.